# Michał Sokolnicki (general)
Michał Sokolnicki (n. 29 septembrie 1760, Wierzeja⁠(d), Szamotuły County⁠(d), voievodatul Polonia Mare, Polonia – d. 24 septembrie 1816, Varșovia, Imperiul Rus) a fost un nobil polonez care a luptat în războaiele pentru independența Poloniei și a ajuns general în Armata Napoleoniană.

## Cariera militară

### Armata Uniunii statele polono-lituaniene
Născut într-o familie nobiliară din Polonia, Michał Sokolnicki a urmat cursurile Academiei Nobiliare a Corpului de Cadeți din Varșovia în perioada 1777-1780. A urmat apoi o carieră de ofițer în armata Uniunii statale polono-lituaniene, avansând până la gradul de locotenent-colonel în 1789. După ce a comandat Școala de Geniu de la Wilna, a devenit comandantul unui regiment de insurgenți în timpul Insurecției lui Kościuszko. A fost luat prizonier în 1794 și dus în captivitate la Sankt Petersburg în anul următor. Sokolnicki a fost eliberat în 1796, în același timp cu Tadeusz Kościuszko, și a plecat în Franța. În anul 1797 a prezentat Directoratului Francez un document intitulat „Aperçu sur la Russie”, care a devenit cunoscut ca „Testamentul lui Petru cel Mare” și pe care Napoleon Bonaparte l-a folosit în 1812 în scop de propagandă antirusească; documentul a fost prezentat public de mai multe ori de atunci încolo, deși cercetătorii au stabilit că era un fals.

### Revoluția Franceză și începutul Imperiului
Trimis de Directorat cu o misiune în Polonia, el a devenit în 1797 comandantul unei brigăzi a Legiunii Poloneze. În 1799, el a comandat infanteria Legiunii Dunării a generalului Karol Kniaziewicz și a luptat la Hohenlinden pe 3 decembrie 1800. La 22 ianuarie 1802, promovat provizoriu la gradul de general de brigadă de către Joachim Murat, el s-a îmbarcat cu legiunea poloneză pentru a călători spre colonia franceză Saint-Domingue (azi în Haiti).
Revenit în Franța, a fost trecut în retragere la 3 iunie 1803, cu gradul de colonel, dar și-a reluat serviciul militar în Italia în 1805. Transferat în Grande Armée, a luat parte la campania napoleoniană în Prusia și în Polonia, a fost avansat la gradul de general de brigadă în martie 1807 și a luptat în asediul Danzigului din 19 martie până în 24 mai 1807.

### Marele Ducat al Varșoviei
După crearea Marelui Ducat al Varșoviei, generalul Sokolnicki a preluat comanda cavaleriei Legiunii a III-a Poloneze (Legiunea Vistulei), apoi a trecut în serviciul militar al Marelui Ducat în ianuarie 1809. În Războiul celei de-a Cincea Coaliții (10 aprilie - 14 octombrie 1809), a apărat în fruntea a 5.000 de ostași orașul Sandomierz. Atacat în iunie 1809 de o oaste de 13.000 de ostași în frunte cu arhiducele Ferdinand, el a condus apărarea vitejească a orașului, dar a fost nevoit să capituleze. Comandant militar al Cracoviei și apoi al orașului Radom, a fost avansat la gradul de general de divizie la 20 martie 1810 și a fost trecut în retragere la 10 decembrie 1811.

### Primul Imperiu Francez

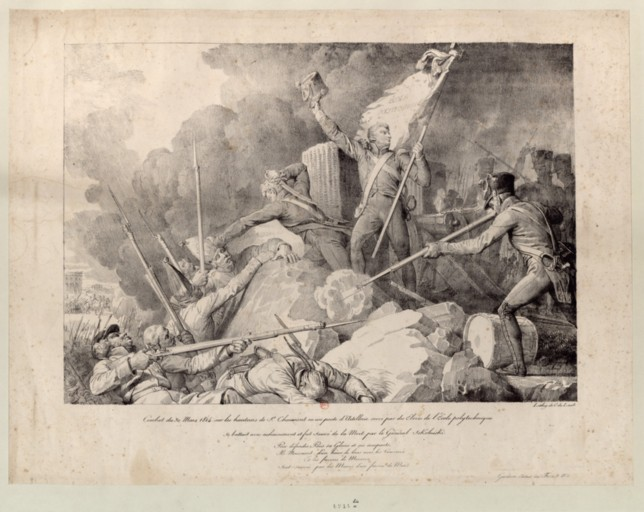
Lupta din 30 martie 1814 de pe dealul Chaumont, unde un post de artilerie al studenților Școlii Politehnice s-a bătut cu înverșunare și a fost salvat de la nimicire de generalul Sokolnicki.

La 15 iunie 1812 Michał Sokolnicki a fost admis în serviciul militar al Franței ca general de brigadă în statul major al împăratului. El a fost responsabil cu serviciul de informații pe teritoriile lituaniene pe care Marea Armată le-a traversat la începutul Campaniei din Rusia, dar și cu activitățile de dezinformare și contrapropagandă. Membru încă al micului stat major imperial, Sokolnicki a fost rănit la 7 septembrie în Bătălia de la Borodino, dar a participat la luptele de la Maloiaroslaveț din 24 octombrie și de la Berezina din 26-29 noiembrie. La 2 mai 1813 a luptat la Lützen și în aceeași seară împăratul l-a trimis în Polonia. A participat la cea de-a doua parte a Campaniei din Saxonia în fruntea Diviziei 7 Cavalerie Ușoară din cadrul Corpului 4 Cavalerie al generalului Kellermann. S-a distins în Bătălia de la Leipzig (16-19 octombrie 1813) și s-a întors în Franța, împreună cu rămășițele Armatei Franceze.
În 1814 a comandat compania a 3-a a gărzilor de onoare poloneze și a luat parte la Bătălia de la Paris din 30 și 31 martie. În fruntea companiei sale și a studenților Școlii Politehnice, el a apărat localitatea suburbană Buttes-Chaumont.

### Polonia Congresului
În mai 1814, după abdicarea lui Napoleon I, generalul Sokolnicki s-a întors în Polonia și a intrat în Armata Poloniei Congresului ca general de divizie de rangul II. A făcut o cerere de pensionare, care a fost acceptată, dar a murit în urma unei căderi de pe cal la 23 septembrie 1816.

## Decorații
Generalul Sokolnicki a fost distins cu Legiunea de Onoare în grad de ofițer și cu Ordinul militar al Marelui Ducat al Varșoviei (Virtuti Militari) în grad de cavaler.